# Coxina cinctipalpis
Coxina cinctipalpis là một loài bướm đêm trong họ Erebidae.